# Champdani
Champdani là một thành phố và khu đô thị của quận Hugli thuộc bang Tây Bengal, Ấn Độ.

## Địa lý
Champdani có vị trí 22°48′B 88°22′Đ / 22,8°B 88,37°Đ Nó có độ cao trung bình là 12 mét (39 foot).

## Nhân khẩu
Theo điều tra dân số năm 2001 của Ấn Độ, Champdani có dân số 103.232 người. Phái nam chiếm 56% tổng số dân và phái nữ chiếm 44%. Champdani có tỷ lệ 67% biết đọc biết viết, cao hơn tỷ lệ trung bình toàn quốc là 59,5%: tỷ lệ cho phái nam là 74%, và tỷ lệ cho phái nữ là 58%. Tại Champdani, 12% dân số nhỏ hơn 6 tuổi.